# Dean Phoenix
Pour les articles homonymes, voir Phoenix.
Dean Phoenix, né le 25 avril 1974 à Mexicali, est un acteur américain de films pornographiques gay(s).

## Biographie
Dean Phoenix a grandi dans l'État de Californie.
Il joue notamment en 2000 dans Out of Athens 1, avec Jeremy Jordan et Jeremy Tucker, et en 2005 dans le film LeatherBound de Steve Landess avec Jason Crew, Arpad Miklos, Dmitri Banks, Gus Mattox, Joey Milano, Matthew Green, Pierro Sias, Sam Shadon, Troy Punk.

## Vidéographie
- 1998 : Snafu de Michael Zen, avec J.T. Sloan (Vivid)
- 1999 : Down Austin Lane
- 2000 : 
  - Out of Athens (Falcon Entertainment)
  - Crew de Chi Chi LaRue (Mustang)
  - Echoes de Chi Chi LaRue (Odyssey Men)
  - Untamed
- 2001 : Poolside With Dean Phoenix
- 2004 : Buckleroos Part 1 de John Rutherford et Jerry Douglas, avec Árpád Miklós, (Buckshot Productions)
- 2005 : LeatherBound
- 2007 : 
  - On Fire! (Jet Set Productions)
  - Paradise Found

- 2017 : Bareback Intrusion
- 2021 : Got Daddy? (Men.com)

## Récompenses
Il a reçu les GayVN Awards du meilleur acteur et de la meilleure scène en 2005, pour sa participation aux films Buckleroos 1 et 2.